# Плавций Квинтил
Вижте пояснителната страница за други личности с името Квинтил.
Плавций Квинтил (на латински: Plautius Quintillus) е политик и сенатор на Римската империя през 2 век.
Вероятно е италики. Син е на Луций Епидий Титий Аквилин (консул 125 г.) и
Авидия Плавция и брат на Луций Титий Плавций Аквилин (консул 162 г.).
През 159 г. той е консул заедно с Марк Стаций Приск Лициний Италик.
Квинтил се жени за Цейония Фабия, дъщеря на Луций Елий Цезар и Авидия Плавция и сестра на Луций Вер.
Той е баща на Марк Педуцей Плавций Квинтил (консул 177 г.), който е осиновен от Марк Педуцей Стлога Присцин (консул 141 г.) и се жени за Фадила, дъщеря на император Марк Аврелий и Фаустина Млада.